# Внешняя политика Казахстана
Внешняя политика Республики Казахстан определяется президентом страны и осуществляется работой Министерства иностранных дел Республики Казахстан.

Казахстан на данный момент стал крупным игроком в международной политике, что обуславливается его стратегически выгодным географическим положением на границе двух частей света, Европы и Азии, между ключевыми участниками международных отношений, Российской Федерацией и Китайской Народной Республикой. Наличие обширных территорий (девятое место по площади в мире), огромных запасов полезных ископаемых и других природных ресурсов позволяет стране повысить свой международный политический рейтинг и статус страны.
Казахстан установил дипломатические отношения со 186 государствами (включая Ватикан и Палестину) и Европейским союзом.
Дипломатические отношения отсутствуют: Центральноафриканская Республика, ДР Конго, Южный Судан, Сомали, Малави, Ботсвана, Восточный Тимор, Науру, Острова Кука, Ниуэ, страны с ограниченным признанием (не считая Государства Палестина).

## История
Одним из первых решений Нурсултана Назарбаева в качестве президента было закрытие Семипалатинского ядерного полигона и последующий за ним отказ от 4-го в мире арсенала ядерного оружия. Казахстан стал одним из активных участников всех договоров и институтов в области ядерного нераспространения.
В 1990-х годах президент объявил о многовекторном характере внешней политики Казахстана, то есть развитие дружественных отношений со всеми странами, играющими существенную роль в мировых делах. За время президентства Казахстан установил дипломатические отношения со 130 государствами. В рамках региональной интеграции Назарбаев делал ставку на возрождения торгово-экономических отношений между бывшими республиками СССР, сугубо экономический характер Евразийского экономического союза. В 1994 году президент Назарбаев инициировал соглашение о создании Центральноазиатского союза с Узбекистаном, Кыргызстаном и Таджикистаном, изначально сосредоточившись на экономическом сотрудничестве. В 2007 году Назарбаев выдвинул идею создания Центральноазиатского экономического союза, предполагающего свободное перемещение товаров, услуг, капитала и людей.
В 2017 году в Астане с участием 112 государств была проведена Всемирная выставка ЭКСПО-2017, посвящённая теме альтернативной энергетики. После завершения выставки на её месте проведения был открыт Международный финансовый центр «Астана».

## Миротворческие инициативы
Первой страной, куда Казахстан отправил свои миротворческие силы, был Таджикистан. 11 ноября 1992 года в связи со сложной ситуацией Верховный Совет Таджикистана обратился к странам СНГ с просьбой ввести в республику миротворческие силы. 22 января 1993 года в Минске на саммите СНГ главы государств рассмотрели и поддержали это обращение. Президент Казахстана Нурсултан Назарбаев приказал направить в Таджикистан отдельный сводный батальон из 700 человек, сформированный из рот пограничных, внутренних и сухопутных войск, для охраны одного из участков границы с Афганистаном. В ходе выполнения возложенных задач казахстанские воины несколько раз отразили нападения вооруженных формирований, пытавшихся проникнуть на территорию Таджикистана, поставили надежный заслон на пути контрабанды оружия и наркотиков. Казахстанский батальон охранял таджикско-афганскую границу до 2001 года, пока ситуация не стабилизировалась.
Казахстанцы участвовали в операциях в Ираке, обезвредили около 4 млн взрывных устройств. Также миротворцы направлялись в Западную Сахару, Кот-д’Ивуар, Ливан.
В качестве мирного посредника Назарбаев выступал во время Карабахского конфликта в 1987 году. 27 августа 1992 года по инициативе Назарбаева в Алматы начались трёхсторонние переговоры с участием министров иностранных дел Азербайджана, Армении и Казахстана. 1 сентября 1992 года было достигнуто прекращение кровопролития между Азербайджаном и Арменией.
В 2010 году Нурсултан Назарбаев сыграл ключевую роль в урегулировании кризиса в Кыргызстане. Он провел переговоры с экс-президентом Курманбеком Бакиевым и организовал его эвакуацию в Казахстан, что помогло предотвратить гражданскую войну.
Президент Казахстана Нурсултан Назарбаев также поддерживал усилия по урегулированию украинского кризиса с 2014 году. Казахстаном были организованы переговоры в «нормандском формате» с участием лидеров России, Украины, Франции и Германии 11-12 февраля 2015 года в Минске, которые призвали открыть путь к установлению мира.
Казахстана принимал участие в урегулировании конфликта в Сирии. По инициативе Нурсултана Назарбаева были организованы встречи оппозиционных групп Сирии в Астане в 2015 году, что привело к принятию «Астанинской инициативы». Назарбаев также вел переговоры с руководителями мусульманского мира, включая короля Иордании, эмира Катара, президента Ирана и других, с целью урегулирования ситуации в Сирии.
Казахстан принял активное участие в деятельности международных организаций. В 2010 году Казахстан председательствовал в ОБСЕ, в 2011 году — в Организации исламского сотрудничества. С первых дней активно участвовал в работе Шанхайской организации сотрудничества, в 2010—2011 годах был её председателем. В 2016 году страна была избрана непостоянным членом Совета Безопасности ООН на 2017—2018 годы.
В 2011 году Назарбаев предложил создать новую коммуникационную площадку G-Global, так как, по его мнению, форматы G-20 и G-8 не решали вопрос мирового антикризисного плана. Идея G-Global заключается в том, что судьбонос¬ные мировые решения должны приниматься на основе демократичных принципов с участием максимального числа стран и граждан планеты. С этой целью была создана международная информационно-коммуникационная платформа в интернете для обсуждения проблем, включая вопросы лидерам стран или экспертам и их ответы.
В 2015 году Фондом Нурсултана Назарбаева была организована международная дискуссионная площадка Astana Club, на которой ежегодно собираются политические деятели, дипломаты и эксперты аналитических центров США, России, Китая, стран Европы, Ближнего Востока и Азии с целью обсуждения глобальных тенденций и поиска решений проблем, оказывающих влияние на весь мир и евразийский регион.

## Казахстан и международные организации
Казахстан является активным членом многих международных организаций. Среди них: ООН, ОБСЕ, ШОС, ОИК, ОДКБ, СНГ и другие.

### Казахстан и ООН

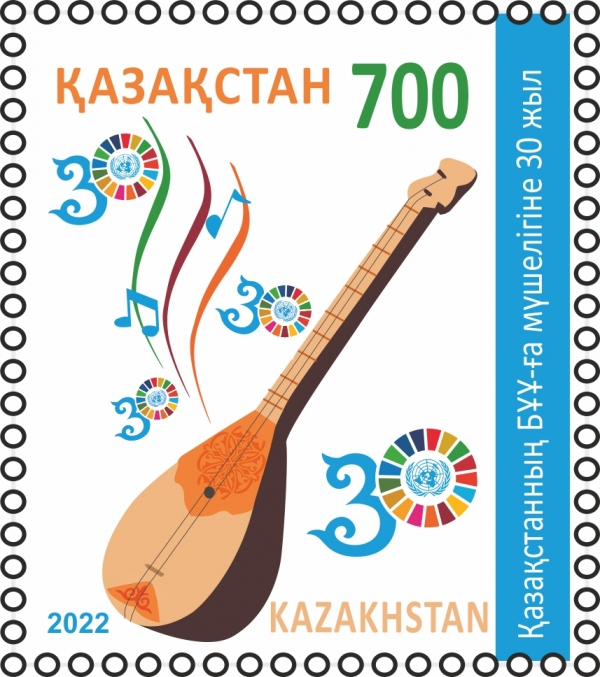
Марка Казпочты 2022 года, выпущенная в честь 30-летия членства Казахстана в ООН

2 марта 1992 года по итогам 46-й сессии Генеральной Ассамблеи Организации Объединенных Наций резолюцией 46/224 Республика Казахстан была единогласно принята в члены ООН.

На сегодняшний день в Казахстане работают 15 представительств ООН:
- ОПЕК (Организация стран-экспортеров нефти)
- ПРООН (Программа развития ООН)
- ЮНИСЕФ (Детский фонд ООН)
- ЮНИФОП (Фонд ООН по народонаселению)
- ЮНЕСКО (Организация ООН по вопросам образования, науки и культуры)
- УВКБ (Управление Верховного комиссара ООН по делам беженцев)
- ЮНИФЕМ (Фонд развития женщин ООН)
- ООН/СПИД (Совместная Программа ООН по ВИЧ/СПИДу)
- УКГВ ООН (Управления ООН по координации гуманитарных вопросов)
- ДОИ (Представительство Департамента общественной информации)
- Всемирная организация здравоохранения
- УНП (Управление ООН по наркотикам и преступности)
- ДООН (Добровольцы ООН)
- Международная организация труда
- ЮНИДО (Организация промышленного развития ООН)

### Казахстан и ОБСЕ
30 января 1992 года Республика Казахстан вступила в Организацию по безопасности и сотрудничеству в Европе. Эта организация, прежде всего, видит в Казахстане партнера по решению афганского вопроса.

Главным достижением страны в этой организации является её председательствование в 2010 году. В течение этого года Казахстан добился высоких результатов, главным из которых является проведение Саммита ОБСЕ в Астане после 11-летнего перерыва. По итогам Саммита была принята Астанинская декларация «Навстречу сообществу безопасности».

### Казахстан и ШОС
Казахстан уделяет особое внимание на отношения с близлежащими государствами. Казахстан — одна из пяти стран, стоявших у истоков появления этой организации. С начала основания Шанхайской Организации Сотрудничества Казахстан активно участвует в работе организации и на 2010—2011 годы стал её председателем. В организации занимает ключевое место из-за своего географического расположения в центре территории ШОС.

### Казахстан и ОИС
В 1995 году Казахстан стал членом Организации исламского сотрудничества. Организация преимущественно состоит из арабских стран, отношения с которыми названы стратегическими.

Особым достижением в этой организации является избрание председателем с июля 2011 года.

### Казахстан и ОДКБ
Казахстан был в числе первых 6 стран, подписавших договор о коллективной безопасности. После сессии Договора о коллективной безопасности в Москве в 2002 году страны-участницы решили создать организацию на базе договора. В феврале 2009 года были организованы Коллективные силы оперативного реагирования, чьи первые совместные учения прошли в Казахстане на военном полигоне Матыбулак.

### Казахстан и СНГ
Казахстан изначально активно участвовал в работе и создании основы СНГ. По инициативе казахской стороны 21 декабря 1991 года была организована встреча в верхах в Алма-Ате и подписана Алматинская декларация. На сегодняшний день Содружество Независимых государств играет огромную роль во внешней политике Казахстана ввиду глубокой взаимной интегрированности стран-участниц во всех сферах международных отношений.

## Стратегические партнёры
Внешняя политика Казахстана, прежде всего, направлена на Россию, Китай, США, ЕС и арабские страны. Это страны, отношения с которыми официальная власть Казахстана определила, как стратегические.

### Казахстан и Россия

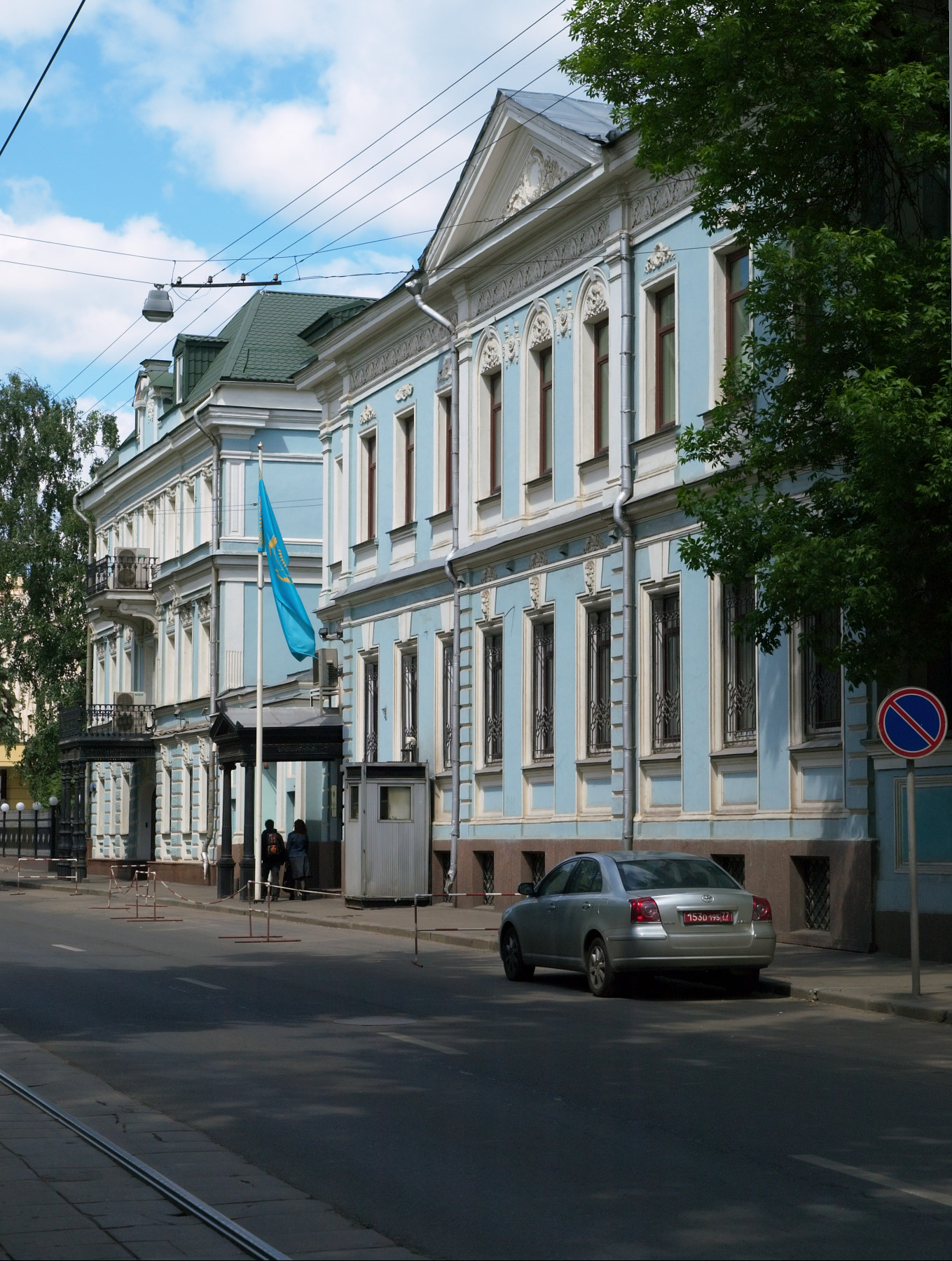
Здание Посольства Казахстана в Москве на Чистопрудном бульваре

Дипломатические отношения Республики Казахстан с северным соседом установлены 22 октября 1992 года. Два государства развивают взаимоотношения в рамках многих международных организаций и договоров, которые охватывают территорию, как постсоветских стран, так и государства ближнего и дальнего зарубежья. Основные из них ООН, ШОС, ОДКБ, ОБСЕ, СНГ, а также Таможенный союз Белоруссии, Казахстана и России.

На территории обеих стран имеются дипломатические представительства различного уровня:

В Республике Казахстан есть представительство Российской Федерации:
- Астана (Посольство Российской Федерации)[28]
- Алма-Ата (Генеральное консульство)
- Уральск (Генеральное консульство)
- Усть-Каменогорск (Генеральное консульство)

В Российской Федерации есть представительство Республики Казахстан:
- Москва (Посольство Республики Казахстан)[29]
- Санкт-Петербург (Генеральное консульство)
- Омск (Консульство)
- Астрахань (Консульство)

### Казахстан и Китай
Дипломатические отношения Республики Казахстан и Китайской Народной Республикой установлены 3 января 1992 г. Отношения между странами, в основном связаны с экономическим интересом, нежели политическим. Примером тому являются крупные инвестиции в нефтегазовую сферу, постоянное участие китайских компаний в других сферах экономики Казахстана.
На территории обеих стран имеются дипломатические представительства различного уровня:

В Республике Казахстан есть представительство Китайской Народной Республики:
- Астана (Посольство Китайской Народной Республики)[32]
- Алма-Ата (Генеральное консульство)

В Китайской Народной Республике есть представительство Республики Казахстан:
- Пекин (Посольство Республики Казахстан)[33]
- Гонконг (Генеральное консульство)[34]
- Шанхай (Генеральное консульство)
- Урумчи (Паспортно-визовая служба)

### Казахстан и США

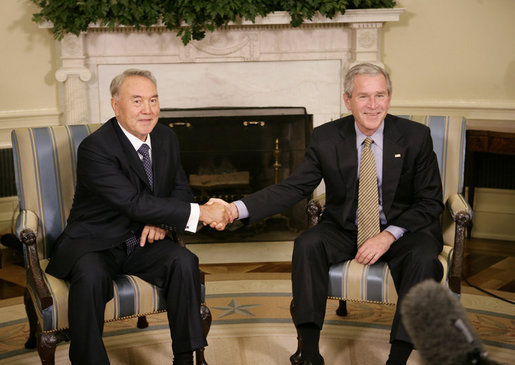
Встреча Назарбаева с президентом США Джорджем Бушем-младшим

Дипломатические отношения Республики Казахстан с Соединёнными Штатами Америки установились на следующий день после признания американской стороной суверенитета Казахстана.
Основные контакты двух стран проходят в области обороны и безопасности. Казахстанские военнослужащие проходят стажировку в США, Вооруженные Силы РК частично оснащаются американским оборудованием. Также Казахстан участвует в программе «Партнерство во имя мира», инициированной НАТО.

На территории обеих стран имеются дипломатические представительства различного уровня:

В Республике Казахстан есть представительство Соединённых Штатов Америки:
- Астана (Посольство США)[36]
- Алма-Ата (Генеральное консульство США)

В Соединённых Штатах Америки есть представительство Республики Казахстан:
- Вашингтон (Посольство Республики Казахстан)[37]
- Нью-Йорк (Генеральное консульство)[38]

### Казахстан и Япония
Дипломатические отношения между Казахстаном и Японией установлены 26 января 1992 года.
В 2008 году в ходе аудиенции у императора Японии президент Казахстана Нурсултан Назарбаев был награждён высшей государственной наградой Японии — «Орденом Хризантемы на Большой ленте» за личный вклад в укрепление дружбы и взаимопонимания между двумя народами. Император Акихито был удостоен высшей государственной награды Казахстана — Ордена «Алтын Кыран».
В 2006 и 2017 годах с официальными визитами Казахстан посетили премьер-министры Японии Дзюнъитиро Коидзуми и Синдзо Абэ, соответственно.
Главным итогом встречи в верхах в рамках официального визита президента Казахстана Нурсултана Назарбаева в Японию в ноябре 2016 года стало выведение двустороннего сотрудничества на новый качественный уровень расширенного стратегического партнерства.
Казахстан и Япония имеют схожие позиции по актуальным вопросам глобальной повестки дня. Япония с большим одобрением отнеслась к выбору Казахстана в пользу ядерного разоружения и нераспространения, а также на постоянной основе поддерживает инициативы Казахстана в рамках региональных и международных организаций и форумов.
Япония стала единственной из развитых стран соавтором резолюции ГА ООН, провозглашающей 29 августа «Международным днём действий против ядерных испытаний».
27 октября 2015 года в Астане подписано Совместное заявление президента Казахстана Нурсултана Назарбаева и премьер-министра Японии Синдзо Абэ по ДВЗЯИ. 1 апреля 2016 года в Вашингтоне принято Совместное заявление Казахстана и Японии по достижению скорейшего вступления в силу ДВЗЯИ.

### Казахстан и ОАЭ
Дипломатические отношения между Республикой Казахстан и Объединёнными Арабскими Эмиратами были установлены 1 октября 1992 года. Посольство РК в ОАЭ открылось в сентябре 2006 года. Генеральное консульство РК в г. Дубай функционирует с 1997 года. Посольство ОАЭ в Астане действует с октября 2005 года.
Отношения между Казахстаном и ОАЭ развиваются в атмосфере взаимного понимания и доверия. Это подкрепляется позитивной динамикой контактов на высшем и высоком уровнях.
Прочный фундамент двусторонних отношений был заложен в результате официальных и рабочих визитов президента Казахстана Нурсултана Назарбаева в ОАЭ (1998, 2000, 2004, 2005, 2006, 2008, 2009, 2010, 2011, 2012, 2013, 2014, 2016, 2017, 2019 годы), а также ответного официального визита президента ОАЭ шейха Халифы ибн Заида Аль Нахайяна в Казахстан в 2008 году, и его частных визитов в 2004, 2006, 2007, 2009, 2010, 2011 и 2013 годах.
В рамках официального визита в ОАЭ 16-17 марта 2009 года президент ОАЭ шейх Халифа ибн Заид Аль Нахаян вручил президенту Казахстана Нурсултану Назарбаеву высшую награду ОАЭ — «Орден Заида» за особые заслуги в деле развития двусторонних отношений. В свою очередь, Глава государства наградил президента ОАЭ высшей наградой Республики Казахстан — орденом «Алтын Қыран».
В ходе указанного визита также был проведён первый раунд политических консультаций, по итогам которых был подписан Меморандум о политических консультациях между министерствами иностранных дел Казахстана и ОАЭ.
12 мая 2010 года в Астане и 28 ноября 2011 года в Абу-Даби были проведены второй и третий раунды политических консультаций. В ходе заседаний стороны отметили практическое совпадение позиций по основным глобальным и региональным вопросам.
Состоявшийся в период 28-30 октября 2014 года рабочий визит президента Казахстана Нурсултана Назарбаева в ОАЭ стал новым прорывным этапом в развитии казахско-эмиратских отношений. В соответствии с программой визита, 28 октября 2014 года в городе Дубае Глава государства принял участие в работе 10-го заседания Всемирного исламского экономического форума, по итогам которого состоялась церемония награждения президента Казахстана Нурсултана Назарбаева премией «Глобальный лидер по исламским финансам» Global Islamic Finance Awards (GIFA). В церемонии награждения принял участие вице-президент, премьер-министр ОАЭ, правитель Эмирата Дубай шейх Мохаммед ибн Рашид Аль Мактум.
30 октября 2014 года глава государства провёл переговоры с наследным принцем Абу-Даби, заместителем главнокомандующего ВС ОАЭ шейхом Мухаммедом бен Заидом Аль Нахайяном. В ходе переговоров были рассмотрены приоритетные вопросы развития двусторонних отношений в торгово-экономической, инвестиционной и культурно-гуманитарной сферах.
Начало 2017 года было ознаменовано третьим официальным визитом президента Казахстана Нурсултана Назарбаева в ОАЭ. В ходе состоявшейся 15-16 января 2017 года поездки, помимо участия президента РК в протокольных мероприятиях, в том числе официальной встречи с Наследным принцем Абу-Даби, заместителем Верховного главнокомандующего Вооружёнными силами ОАЭ шейхом Мухаммедом ибн Заидом Аль Нахайяном, а также участия в церемонии открытия X юбилейного Всемирного Саммита «Энергия будущего» и вручении премии «Zayed Future Energy Prize», прошедшие с участием высших государственных лиц ОАЭ, глав государств и правительств других стран, в ходе визита также состоялась встреча главы государства с представителями высших предпринимательских кругов ОАЭ, в том числе входящих в список «Forbes Global 2000».
Кроме того, в ходе визита президент Нурсултан Назарбаев также посетил свободную финансовую зону Abu Dhabi Global Market. На прошедшей 30 января 2017 года в Алма-Ате официальной церемонии открытия Зимней Универсиады-2017, в качестве почётного гостя участие принял заместитель премьер-министра ОАЭ, министр по делам президента ОАЭ шейх Мансур ибн Заид Аль Нахайян.
В настоящее время между двумя странами сформирована солидная договорно-правовая база, насчитывающая более 80 межгосударственных, межправительственных и межведомственных соглашений. С учетом запланированного на 22 мая 2017 года официального визита министра иностранных дел и международного сотрудничества ОАЭ шейха Абдаллы ибн Заида Аль Нахайяна, к подписанию готовится новый пакет межправительственных и межведомственных соглашений.